# Ivry-le-Temple
Ivry-le-Temple – miejscowość i gmina we Francji, w regionie Hauts-de-France, w departamencie Oise.
Według danych na rok 1990 gminę zamieszkiwało 598 osób, a gęstość zaludnienia wynosiła 48 osób/km² (wśród 2293 gmin Pikardii Ivry-le-Temple plasuje się na 465. miejscu pod względem liczby ludności, natomiast pod względem powierzchni na miejscu 304.).